# کیمیتسو، چیبا
کیمیتسو، چیبا از شهرهای استان چیبا ژاپن است که جمعیت آن در ۱ ژانویه ۲۰۰۸۸۹٬۳۵۰نفر بوده‌است.